# یوجین هیل
یوجین هیل (به انگلیسی: Eugene Hale) سناتور سابق عضو حزب جمهوری‌خواه ایالات متحده آمریکا بود. وی در سال ۱۸۸۱ تا ۱۹۱۱ میلادی سناتور ایالت مین در سنای ایالات متحده آمریکا بود.